# Magne
För andra betydelser, se Magne (olika betydelser).
Magne, eller Magni, (”den kraftfulle”) är i nordisk mytologi Tors starke son, född av jättinnan Järnsaxa. Hans halvbröder heter Uller och Mode och hans halvsyster är Trud.
Magne har ärvt sin faders styrka och mod och han skall tillsammans med sin halvbroder Mode ta över Tors hammare Mjölner efter Tors död i Ragnarök. De ska sedan utföra samma uppgifter som deras far gjorde. Endast tre nätter gammal förmådde Magne flytta undan jätten Rungners fot sedan denne fallit över Tors hals. Som belöning erhöll han av fadern Rungners häst Gullfaxe, som till och med Oden vill ha. Man åkallar Magne i samma ärenden som hans fader, det vill säga i frågor som berör väder, vind och årsväxt.